# SOFA-score
De SOFA-score (Sequential Organ Failure Assessment) wordt gebruikt om de toestand en verbeteringskansen van een ernstig zieke patiënt te bepalen, bijvoorbeeld tijdens het verblijf op een intensievezorgafdeling (ook wel intensive care of ic-afdeling genoemd).
De score wordt bepaald op grond van de toestand van zes verschillende lichaamsfuncties/organen: ademhaling, hart/bloedsomloop, bloedstolling, hersenen/zenuwstelsel, nieren en lever.

## Berekening
Om de SOFA-score te bepalen, wordt de waarde gemeten van de parameters die het functioneren van de zes lichaamsfuncties goed weergeven, bijvoorbeeld het aantal bloedplaatjes voor de stolling of de gemiddelde bloeddruk voor het bloedstelsel. Van de gemeten waarde hangt af welk cijfer de toestand krijgt. Als het cijfer 4 wordt gegeven is de situatie voor een lichaamsfunctie zeer ernstig. Uit de tabel hieronder kan worden afgelezen welke waarden bij welk cijfer horen. De cijfers van alle zes lichaamsfuncties samen vormen de SOFA-score.   
| Orgaansysteem                  | Parameter                  | 1              | 2                                             | 3                                             | 4                                             |
| ------------------------------ | -------------------------- | -------------- | --------------------------------------------- | --------------------------------------------- | --------------------------------------------- |
| Ademhaling                     | PaO2/FiO2 (kPA)            | < 53           | < 40                                          | < 26,7 en kunstmatige beademing               | < 13,3 en kunstmatige beademing               |
| Functioneren zenuwstelsel      | Glasgow-comaschaal         | 13–14          | 10–12                                         | 6–9                                           | < 6                                           |
| Functioneren Hart/bloedsomloop | Gemiddelde bloeddruk (MAP) | < 70 mm/Hg     | verhoogde bloeddruk en verhoogde bloedtoevoer | verhoogde bloeddruk en verhoogde bloedtoevoer | verhoogde bloeddruk en verhoogde bloedtoevoer |
| Leverfunctie                   | Bilirubine-concentratie    | 20–32 μmol/l   | 33–101 μmol/l                                 | 102–204 μmol/l                                | > 204 μmol/l                                  |
| Bloedstolling                  | Bloedplaatjes-concentratie | < 150.000 /µl  | < 100.000 /µl                                 | < 50.000 /µl                                  | < 20.000 /µl                                  |
| Nierfunctie                    | Creatinine-concentratie    | 110–170 μmol/l | 171–299 μmol/l                                | 300–440 μmol/l (of urine < 500 ml/d)          | > 440 μmol/l (of urine < 200 ml/d)            |

## qSOFA
Naast de SOFA-score is er de snelle variant, de zogenaamde qSOFA-score (of quick SOFA).
Deze wordt bepaald aan de hand van: een ademhalingsfrequentie van ≥22/ minuut, een veranderd bewustzijn en een systolische bloeddruk van ≤100 mmHg.
Patiënten met een (verdenking op een) infectie waarbij deze drie parameters aanwezig zijn, hebben een vergrote kans op een slechte uitkomst en hebben waarschijnlijk baat bij intensieve zorg.Deze qSOFA wordt wel gebruikt op afdelingen van spoedeisende hulp om na te gaan of de betreffende persoon bloedvergiftiging heeft.